# Klais guimeti
Klais guimeti е вид птица от семейство Колиброви (Trochilidae), единствен представител на род Klais.

## Разпространение
Видът е разпространен в Боливия, Бразилия, Венецуела, Еквадор, Колумбия, Коста Рика, Никарагуа, Панама, Перу и Хондурас.